# Tégyres
Tégyres (en grec Τεγύρα (Tegyra)) est le nom d'une bourgade de Béotie orientale, située à environ cinq kilomètres au nord du lac Copaïs, à l’emplacement de l’actuelle Pýrgos, près d’Orchomène.
Elle est célèbre à cause de la bataille remportée en -375 par les Thébains sur les Spartiates. 

Il s’agit également du site d’un oracle d’Apollon très consulté durant l’Antiquité : 

« Un peu au-dessus des marais se trouve le temple d’Apollon Tégyrien avec un oracle qui a récemment disparu, mais qui avait été florissant jusqu’aux guerres médiques, lorsqu’Échécrate en était le prophète. C’est là que, selon une légende, le dieu [Apollon] serait né. »

— Plutarque